# خالد بن سعود الكبير بن عبد العزيز بن سعود آل سعود
الأمير الشاعر خالد بن سعود الكبير مواليد مدينة مدينة الطائف صيف عام 1952م.

## نبذة
هو خالد بن سعود الكبير بن عبد العزيز بن الإمام سعود بن الإمام فيصل بن الإمام تركي (مؤسس الدولة السعودية الثانية) بن عبد الله بن الإمام محمد (مؤسس الدولة السعودية الأولى) بن سعود. ونشأ وترعرع في مدينة الرياض في كنف والدته (بعد وفاة والده وهو ابن الخامسة) سمو الأميرة نوره بنت عبد الله بن حسن بن حسين بن على بن حسين بن الإمام المجدد محمد بن عبد الوهاب. وبهذا فالأمير خالد سليل بيتي حكم وعلم وحفيد الإمامين الإمام الفذ محمد بن سعود مؤسس الدولة السعودية الأولى والإمام المجدد لدعوة التوحيد الإمام محمد بن عبد الوهاب..

## توضيح حول اسم والده سعود الكبير
خالد بن سعود الكبير (وهو غير الإمام سعود الكبير والد الإمام عبد الله الذي أعدمه العثمانيون عام 1818).. وقد جرى الاشتباه بسبب تشابه النسب والأسماء، بين الأمير الشاعر خالد بن سعود والإمام خالد بن الإمام سعود الكبير بن الإمام عبد العزيز بن الإمام محمد بن سعود، مؤسس الدولة السعودية الأولى... وبينهما الفارق قرابة القرنين من الزمن.

## تعليمه
تلقى تعليمه الابتدائي والمتوسط بمعهد العاصمة النموذجي بالرياض. ثم انتقل إلى مدينة جدة حيث حصل على شهادة الثانوية العامة من مدرسة الشاطئ الثانوية. بعد ذلك التحق بـ جامعة الملك سعود بالرياض وحصل على درجة البكالريوس من كلية الآداب قسم التاريخ بتقدير متميز ثم أبتعث من قبل وزارة التعليم العالي إلى الولايات المتحدة الأمريكية للدراسة بجامعة جنوب كاليفورنيا (USC) وحصل منها على درجة الماجستير في الإدارة العامة بتفوق بعد ذلك عاد إلى أرض الوطن والتحق بصندوق التنمية الصناعية بوظيفة مدير مشاريع لمدة خمس سنوات التحق خلالها بدورة بنكية في تشيس منهاتن بنك لمدة سنة ثم تفرغ سموه لاعماله الخاصة والان يعمل رئيسا للشركة العربية للأنظمة الزراعية المحدودة.

## الأعمال الشعرية

### الامسيات الشعرية
- الاثنين 29 ربيع الآخر 1427هـ - 26 يونيو 2006م.[2] أمسية شعرية ضمن نشاطات الاسبوع الشعبي الرابع في مهرجان سياحي عنيزة 27، وذلك على قاعة معالي الأستاذ عبد الله النعيم في مركز صالح بن صالح الثقافي. وحضر الأمسية صاحب السمو الملكي الأمير الدكتور فيصل بن مشعل بن سعود بن عبد العزيز نائب أمير منطقة القصيم ووكيل إمارة منطقة القصيم المساعد عبد العزيز بن عبد الله الحميدان والمدير التنفيذي للهيئة العليا للسياحة بالقصيم الدكتور جاسر الحربش ومدراء الإدارات الحكومية بالمحافظة وجمهور غفير من محبي الشعر الشعبي.[2]

### الأوبريتات الوطنية
- أوبريت - عرين الأسد:

قُدم خلال مهرجان الجنادرية التاسع عشر أمام خادم الحرمين الشريفين الملك عبد الله بن عبد العزيز (عندما كان ولياَ للعهد آن ذاك) وكان من أداء الفنانين محمد عبده ومحمد عمر وعبد المجيد عبد الله وخالد عبد الرحمن، وهو من أنجح الاوبريتات التي قدمت في مهرجان الجنادرية فقد استحوذ على اهتمام جميع النقاد لأنه أول اوبريت يتحدث عن الدولة السعودية بمراحلها الثلاث. وقد طلب من قبل الملحق الثقافي بالسفارة الأمريكية لضمه إلى مكتبة الكونغرس وبذلك يكون أول عمل وطني يضم إلى مقتنبيات مكتبة الكونغرس الأمريكية بـ واشنطن، وكان من الحان محمد المغيص وإخراج مسرحي فطيس بقنه.
- أوبريت - طائف الصيف الجميل:

قُدم امام الأمير عبد المجيد بن عبد العزيز أمير ممنطقة مكة المكرمة في ذلك الوقت وانشده الفنان عبادي الجوهر والفنان محمد عمر وكان بمناسبة مهرجان الصيف في مدينة الطائف وكان أفضل اوبريت قدم للطائف بشهادة كل من شاهده. وهو من الحان الموسيقار طارق عبد الحكيم وإخراج مسرحي فيصل يماني.
- أوبريت – عروس البحر:

قُدم أمام الأمير خالد الفيصل أمير منطقة مكة المكرمة، وأنشده الفنان محمد عمر والفنان عباس إبراهيم وكان بمناسبة مهرجان (أبحر) مدينة جــدة السياحي، وهو من الحان محمد شفيق وإخراج مسرحي فطيس بقنه.

### الأناشيد والأغاني الوطنية
- صرح الأمن (غناء محمد عبده، ألحان محمد شفيق)
- ديرتي دار السلام (غناء وألحان محمد شفيق)
- حنا سعوديين (غناء راشد الفارس، ألحان خالد البراك)
- سيوف الحق (غناء وألحان محمد عمر)
- انا سعودي (غناء خالد عبد الرحمن، ألحان محمد المغيص)
- موطني (غناء عباس إبراهيم ألحان سراج عمر)
- عبد الله الحاكم الغالي (غناء محمد عمر، ألحان باهر الرجب (من العراق))
- المجد (غناء عباس إبراهيم، ألحان أحمد سيف (من البحرين))
- نحمد الله (غناء وألحان عبد الله رشاد)
- أنا سعودي وعبد الله (غناء وألحان محمد عمر)

### الأغاني العاطفية
- سلام (غناء خالد عبد الرحمن، ألحان خالد عبد الرحمن)
- روحي الوجله (غناء خالد عبد الرحمن، ألحان خالد عبد الرحمن)
- من هجركم (غناء اريام، ألحان احمد سيف)
- لا واحسايف (غناء اريام، ألحان خالد البراك)
- السهم خطير (غناء محمد عمر ألحان محمد عمر)
- لج الخفوق (غناء وليد محمد، ألحان محمد عمر)
- ياهيه (غناء وليد محمد، ألحان محمد المغيص)
- من وين (غناء علاء سعد، ألحان باهر الرجب)
- زارني طيفك (غناء علاء سعد، ألحان نبيل الغانم)
- صغير السن (غناء خالد عبد الرحمن، ألحان نبيل الغانم)
- ياروح روحي (غناء خالد عبد الرحمن، ألحان خالد عبد الرحمن)
- لولا جمالك (غناء مهند محسن، ألحان نبيل الغانم)
- قالوا الناس (غناء محمد عمر، ألحان احمد سيف)
- صادفتها (غناء محمد عمر، ألحان من التراث)
- لا واعذابي (غناء محمد عمر، ألحان محمد عمر)
- اسعدتني غناء حسين قريش الحان طاهر حسين
- ما ذكرتك غناء ميحد حمد ألحان ميحد حمد

### الأمسيات الشعرية
- أمسية شعرية في الخبر في صيف 2002م.
- أمسية شعرية في الجبيل الصناعية في شهر يوليو 2003م.
- أمسية شعرية في الطائف في شهر يوليو 2005م.
- أمسية شعرية في عنيزة في القصيم صيف 2006م.
- أمسية شعرية في مدينة صلاله بعمان صيف 2007م.

### الدواوين
- ديوان – شعر - قصائد غزلية واجتماعية وروحانية.
- ديوان – ترانيم – قصائد غزلية.
- ديوان – المجد - قصائد وطنية.
- ديوان – خيال وحقيقة - قصائد غزلية.
- ديوان - طويق - أول ديوان مقروء.

## الأسرة
متزوج من الأميرة وفاء بنت حسن بن عبد الله آل الشيخ.

### أبناؤه
- الأمير سعود بن خالد بن سعود الكبير آل سعود متزوج من الأميرة مشاعل بنت عبد المحسن بن عبد الرحمن آل الشيخ.
- الأمير الدكتور عبد الله بن خالد بن سعود الكبير آل سعود. كاتب وأستاذ مساعد بكلية العلوم الاستراتيجية بجامعة نايف العربية للعلوم الأمنية وباحث زائر بالمركز الدولي لدراسة التطرف والعنف السياسي - جامعة كينغز كوليدج - لندن.[3] متزوج من الأميرة نوف بنت عبد العزيز بن عياف آل مقرن ابنة الأمير عبد العزيز بن عياف امين منطقة الرياض السابق.
- الأمير محمد بن خالد بن سعود الكبير آل سعود.
- الأمير سلطان بن خالد بن سعود الكبير آل سعود.
- الأميرة مشاعل بنت خالد بن سعود الكبير آل سعود.
- الأميرة نورة بنت خالد بن سعود الكبير آل سعود زوجة سمو الأمير سلطان بن فيصل بن عبد الله بن محمد بن مقرن المشاري آل سعود.